# Królewski Ogród Botaniczny w Edynburgu
Królewski Ogród Botaniczny w Edynburgu (Royal Botanic Garden Edinburgh, w skrócie RBGE) – drugi z najstarszych brytyjskich ogrodów botanicznych, założony w Edynburgu w 1670 roku przez lekarzy: Roberta Sibbalda i  Andrew Balfoura. Początkowo jego celem była uprawa – na terenie wielkości kortu tenisowego – roślin stosowanych w ziołolecznictwie. W następnych latach przyłączano dodatkowe grunty. Do tworzenia ogrodów włączył się Andrew Balfour, działający początkowo w ogrodach Pałacu Holyrood, które zostały nabyte przez Trinity Hospital (zob. Trinity College Kirk). W styczniu 1699 roku Wilhelm II Orański (Szkocja) mianował Sutherlanda Strażnikiem Królewskim – Regius (Royal) Keeper. 

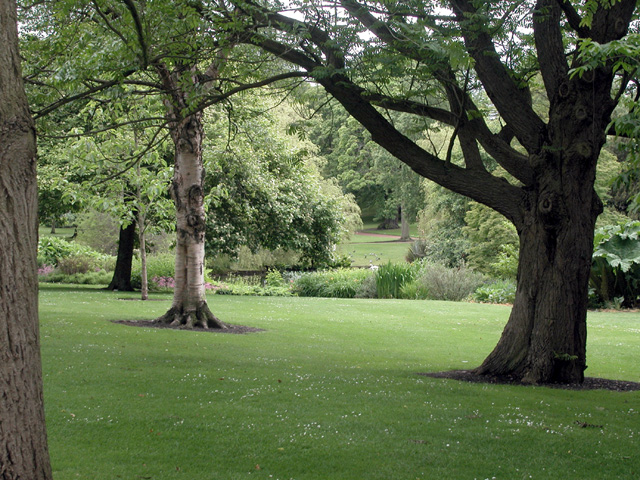
Drzewa w RBGE

Ogród zajmuje obecnie powierzchnię ok. 70 akrów. Oblicza się, iż rośnie w nim ok. 36 tys. roślin, tworzących liczne kolekcje, np. ogród chiński, ogród tropikalny, zbiór orchidei, ogród alpejski itp. 
Władze ogrodu prowadzą bibliotekę o bogatych zbiorach. 
Do RBGE organizacyjnie należą Logan Botanic Garden, Benmore Botanic Garden oraz Dawyck Botanic Garden.
W zakres działalności wchodzą badania naukowe i edukacja na różnych poziomach. Ogród jest też atrakcją turystyczną.